# Dingjunshan (köpinghuvudort i Kina, Shaanxi, lat 33,14, long 106,66)
Dingjunshan är en köpinghuvudort i Kina. Den ligger i provinsen Shaanxi, i den nordvästra delen av landet, omkring 240 kilometer sydväst om provinshuvudstaden Xi'an. Antalet invånare är 35 914. Befolkningen består av 17 650 kvinnor och 18 264 män. Barn under 15 år utgör 13,0 %, vuxna 15-64 år 75 %, och äldre över 65 år 11,0 %.
Runt Dingjunshan är det ganska tätbefolkat, med 166 invånare per kvadratkilometer. Dingjunshan är det största samhället i trakten. I omgivningarna runt Dingjunshan växer i huvudsak blandskog.
Genomsnittlig årsnederbörd är 1 000 millimeter. Den regnigaste månaden är juli, med i genomsnitt 211 mm nederbörd, och den torraste är december, med 2 mm nederbörd.